# 166-я стрелковая дивизия (2-го формирования)
166-я стрелковая дивизия (166 сд) — воинское формирование (соединение, стрелковая дивизия) РККА в Великой Отечественной войне.
Дивизия участвовала в боевые действия боевых действиях с мая 1942 года.
Сокращённое наименование — 166 сд.

## История
Дивизия начала формироваться в январе 1942 года как 437-я стрелковая дивизия 2-го формирования.
С 16 февраля по 15 апреля 1942 года по железной дороге дивизия была переброшена в город Любим Ярославской области и находилась в резерве Ставки ВГК. Затем убыла в район город Осташков, где вошла в подчинение 53-й армии Северо-Западного фронта, приняла от 23-й стрелковой дивизии полосу обороны в районе деревни Молвотицы и до февраля 1943 года вела оборонительные бои.
С 4 по 11 февраля 1943 года дивизия входила в 1-ю ударную армию этого же фронта. С 11 февраля в составе 53-й и 68-й армий она участвовала в Демянской наступательной операции. 9 марта она, перейдя в наступление на рубеже Липно, Селяха, первой из войск 53-й армии прорвала оборону сильного укреплённого противника и вынудила его к отходу от реки Ловать. 3 апреля дивизия была выведена в резерв фронта, затем в районе Пено вошла в состав 27-й армии резерва Ставки ВГК.
В конце мая 1943 года дивизия была передислоцирована в район станции Лебедянь Рязанской области, где поступила в подчинение командующего войсками Степного ВО. С 9 июля участвовала в Курской битве, Белгородско-Харьковской наступательной операции. Её части особо отличились в боях за город Ахтырка. Выйдя на восточную окраину города, 18 августа дивизия была атакована крупными силами танков противника, поддержанными авиацией. Неся большие потери, её части стойко оборонялись. При отражении атаки они уничтожили до 30 вражеских танков.
В сентябре 1943 года она вошла в 20-й гвардейский стрелковый корпус 4-й гвардейской армии и вела преследование отходящего противника. В конце сентября дивизия была выведена в резерв Ставки ВГК на переформирование, где находилась в 6-й гвардейской армии. В начале ноября она была переброшена в район города Невель, и в составе 60-го стрелкового корпуса 4-й ударной армии 1-го Прибалтийского фронта вела тяжёлые наступательные бои по разгрому группировки противника южнее города.
С ноября 1943 года части дивизии в составе 2-го гвардейского стрелкового корпуса вели наступательные бои с целью перерезать ж. д. Витебск — Полоцк. В феврале 1944 года дивизия совершила 120-км марш в район Идрицы, где вошла в 6-ю гвардейскую армию. В её составе участвовала в Витебско-Оршанской, Полоцкой и Шяуляйской наступательных операциях. Всего с 22 июня по 8 августа дивизия прошла с боями более 370 км и освободила 480 нас. пунктов, в том числе города Браслав, Субата (Субате).
С сентября 1944 года её части в составе 4-й ударной и 6-й гвардейской армий 1-го Прибалтийского фронта участвовали в Рижской и Мемельской наступательных операциях.
В феврале — марте 1945 г. её части в составе 22-го и 2-го гвардейского стрелковых корпусов 6-й гвардейской армии 2-го Прибалтийского фронта находились в обороне, с конца марта вели наступление вдоль ж. д. Митава — Либава. С 30 марта она входила в состав 6-й гвардейской армии Курляндской группы войск Ленинградского фронта.
Расформирована в июне 1946 года в ЮУВО.

## Полное название
166-я стрелковая Краснознамённая дивизия

## Состав
- Управление (штаб)
- 423-й стрелковый полк
- 517-й стрелковый ордена Александра Невского полк

 (22 октября 1944 года- за прорыв обороны противника юго-восточнее города Рига)
- 735-й стрелковый ордена Александра Невского полк

 (22 октября 1944 года- за прорыв обороны противника юго-восточнее города Рига)
- 359-й артиллерийский полк
- 205-й отдельный истребительно-противотанковый дивизион
- 191-я отдельная разведывательная рота
- 231-й отдельный сапёрный батальон
- 195-й отдельный батальон связи (888 отдельная рота связи),
- 215-й медико-санитарный батальон
- 534-я отдельная рота химзащиты
- 72-я автотранспортная рота
- 450-я полевая хлебопекарня
- 915-й дивизионный ветеринарный лазарет
- 1671-я полевая почтовая станция
- 1092-я полевая касса Госбанка

## Подчинение
| Дата            | Фронт (округ)                            | Армия                 | Корпус                             | Примечания   |
| --------------- | ---------------------------------------- | --------------------- | ---------------------------------- | ------------ |
| 01.01.1942 года | Уральский военный округ, город Чебаркуль |                       |                                    | формирование |
| 01.02.1942 года | Уральский военный округ, город Чебаркуль |                       |                                    | формирование |
| 01.03.1942 года | Уральский военный округ, город Чебаркуль |                       |                                    | формирование |
| 01.04.1942 года |                                          | 58-я армия            |                                    | город Любим  |
| 01.05.1942 года | Северо-Западный фронт                    | 53-я армия            |                                    |              |
| 01.06.1942 года | Северо-Западный фронт                    | 53-я армия            |                                    |              |
| 01.07.1942 года | Северо-Западный фронт                    | 53-я армия            |                                    |              |
| 01.08.1942 года | Северо-Западный фронт                    | 53-я армия            |                                    |              |
| 01.09.1942 года | Северо-Западный фронт                    | 53-я армия            |                                    |              |
| 01.10.1942 года | Северо-Западный фронт                    | 53-я армия            |                                    |              |
| 01.11.1942 года | Северо-Западный фронт                    | 53-я армия            |                                    |              |
| 01.12.1942 года | Северо-Западный фронт                    | 53-я армия            |                                    |              |
| 01.01.1943 года | Северо-Западный фронт                    | 53-я армия            |                                    |              |
| 01.02.1943 года | Северо-Западный фронт                    | 53-я армия            |                                    |              |
| 01.03.1943 года | Северо-Западный фронт                    | 53-я армия            |                                    |              |
| 01.04.1943 года | Северо-Западный фронт                    |                       |                                    |              |
| 01.05.1943 года | Степной военный округ                    | 27-я армия            | -                                  | -            |
| 01.06.1943 года | Степной военный округ                    | 27-я армия            | -                                  | -            |
| 01.07.1943 года | Воронежский фронт                        | 27-я армия            |                                    |              |
| 01.08.1943 года | Воронежский фронт                        | 27-я армия            |                                    |              |
| 01.09.1943 года | Воронежский фронт                        | 27-я армия            |                                    |              |
| 01.10.1943 года | Воронежский фронт                        | 27-я армия            |                                    |              |
| 01.11.1943 года | 2-й Прибалтийский фронт                  | 6-я гвардейская армия |                                    |              |
| 01.12.1943 года | 1-й Прибалтийский фронт                  | 4-я ударная армия     | 60-й стрелковый корпус             |              |
| 01.01.1944 года | 2-й Прибалтийский фронт                  | 4-я ударная армия     | 2-й гвардейский стрелковый корпус  |              |
| 01.02.1944 года | 2-й Прибалтийский фронт                  | 4-я ударная армия     | 2-й гвардейский стрелковый корпус  |              |
| 01.03.1944 года | 2-й Прибалтийский фронт                  | 6-я гвардейская армия | 2-й гвардейский стрелковый корпус  |              |
| 01.04.1944 года | 2-й Прибалтийский фронт                  | 6-я гвардейская армия | 2-й гвардейский стрелковый корпус  |              |
| 01.05.1944 года | 2-й Прибалтийский фронт                  | 6-я гвардейская армия | 2-й гвардейский стрелковый корпус  |              |
| 01.06.1944 года | 2-й Прибалтийский фронт                  | 6-я гвардейская армия | 2-й гвардейский стрелковый корпус  |              |
| 01.07.1944 года | 1-й Прибалтийский фронт                  | 6-я гвардейская армия | 2-й гвардейский стрелковый корпус  |              |
| 01.08.1944 года | 1-й Прибалтийский фронт                  | 6-я гвардейская армия | 2-й гвардейский стрелковый корпус  | город Субате |
| 01.09.1944 года | 1-й Прибалтийский фронт                  | 4-я ударная армия     | 22-й гвардейский стрелковый корпус |              |
| 01.10.1944 года | 1-й Прибалтийский фронт                  | 6-я гвардейская армия | 2-й гвардейский стрелковый корпус  |              |
| 01.11.1944 года | 1-й Прибалтийский фронт                  | 6-я гвардейская армия | 2-й гвардейский стрелковый корпус  |              |
| 01.12.1944 года | 1-й Прибалтийский фронт                  | 6-я гвардейская армия | 2-й гвардейский стрелковый корпус  |              |
| 01.01.1945 года | 1-й Прибалтийский фронт                  | 6-я гвардейская армия |                                    |              |
| 01.02.1945 года | 2-й Прибалтийский фронт                  | 6-я гвардейская армия | 22-й гвардейский стрелковый корпус |              |
| 01.03.1945 года | 2-й Прибалтийский фронт                  | 6-я гвардейская армия | 2-й гвардейский стрелковый корпус  |              |
| 01.04.1945 года | Ленинградский фронт                      | 6-я гвардейская армия | 2-й гвардейский стрелковый корпус  |              |
| 01.05.1945 года | Ленинградский фронт                      | 6-я гвардейская армия | 2-й гвардейский стрелковый корпус  |              |

## Командиры
- Щекотский, Фёдор Михайлович (23.01.1942 — 22.02.1943), генерал-майор;
- Полторжицкий, Бронислав Иосифович (23.02.1943 — 19.08.1943), полковник, генерал-майор;
- Светляков, Анисим Илларионович (20.08.1943 — 22.10.1944), полковник, генерал-майор;
- Гнедин, Василий Тихонович (23.10.1944 — 15.12.1944), полковник;
- Светляков, Анисим Илларионович (16.12.1944 — ??.09.1945), генерал-майор;[2]
- Кубасов, Алексей Фёдорович (??.09.1945 — ??.07.1946), генерал-майор.

## Награды и наименования
| Награда (наименование) | Дата                 | За что награждена |
| ---------------------- | -------------------- | --- |
| орден Красного Знамени | 21 декабря 1943 года | Награждена указом Президиума Верховного Совета СССР за образцовое выполнение боевых заданий командования на фронте борьбы с немецкими захватчиками и проявленные при этом доблесть и мужество(За успешно проведенную операцию по прорыву сильно укрепленной обороны немцев к югу от города Невель) |

Личному составу 166-й стрелковой Краснознамённой дивизии было объявлено две благодарности в приказах Верховного Главнокомандующего:
- За успешно проведенную операцию по прорыву сильно укрепленной обороны немцев к югу от города Невель. 21 декабря 1943 года. № 50.
- За прорыв глубоко эшелонированной обороны противника юго-восточнее города Рига, овладении важными опорными пунктами обороны немцев — Бауска, Иецава, Вецмуйжа и на реке Западная Двина — Яунелгава и Текава, а также занятии более 2000 других населённых пунктов. 19 сентября 1944 года. № 189.

## Отличившиеся воины дивизии
| Награда | Ф. И. О.                     | Должность                                                   | Звание                    | Дата награждения                 | Примечания |
| ------- | ---------------------------- | ----------------------------------------------------------- | ------------------------- | -------------------------------- | --- |
|         | Грибанов, Николай Васильевич | Командир отделения 423-го стрелкового полка                 | Младший сержант           | 24.03.1945                       | 14 октября 1944 года Грибанов ворвался в деревню Горки и лично уничтожил 5 солдат противника, а также взял в плен вражеского офицера. 16 октября 1944 года отделение Грибанова ворвалось в первую немецкую траншею, и выбило оттуда противника, однако дальнейшее наступление застопорилось из-за вражеского пулемёта. Грибанов закрыл его своим телом, заставив замолчать, но погибнув при этом. |
|         | Забродин, Николай Фёдорович  | Командир 735-го стрелкового полка                           | Подполковник              | 04.06.1944                       | За время боев в период с 13 по 17 декабря 1943 года полк под его командованием нанёс противнику следующий серьёзный урон в живой силе и технике: - убито до 700 и ранено до 1500 человек пехоты противника; - сдались в плен 237 немецких солдат и офицеров; - уничтожено 15 танков, до 40 автомашин с личным составом и грузами, много орудий и миномётов; - захвачено большое количество пулемётов, автоматов и винтовок.                                                                                           |
|         | Шишинашвили, Абибо Эрастович | Командир стрелковой роты 423-го стрелкового полка           | Старший лейтенант ВС СССР | 24.03.1945                       | 14 сентября 1944 года при наступление на город Бауска, Шишинашвили по своей инициативе, пользуясь скрытыми подступами, вывел своих подчинённых в тыл к немцам, где уничтожил расчёты 75-миллиметровой вражеской артбатареи, и отрезал резервы пехоты противника, подходящей со стороны реки Мемеле. После рота под его командованием закрепилась в районе деревень Брунери и Стрели, где, используя трофейное оружие, отбила 3 контратаки врага и продержалась до подхода подкрепления. В этом бою Шишинашвили погиб. |
|         | Марфин, Анатолий Иванович    | Командир отделения пулемётной роты 735-го стрелкового полка | Сержант                   | 05.09.1944 31.10.1944 29.06.1945 | |
|         | Медведь, Михаил Денисович    | Разведчик 735-го стрелкового полка                          | Ефрейтор                  | 11.12.1943 31.10.1944 29.06.1945 | |